# Miejsce urodzenia (film)
Miejsce urodzenia – film dokumentalny Pawła Łozińskiego z 1992 roku o poszukiwaniu przez Henryka Grynberga okoliczności śmierci swoich najbliższych krewnych – Polaków narodowości żydowskiej, zamordowanych przez innych Polaków w czasie okupacji hitlerowskiej. Na podstawie filmu powstała książka Grynberga pod tytułem Dziedzictwo.

## Opis filmu
Mieszkający od wielu lat w USA Henryk Grynberg odwiedza rodzinną wieś, w której podczas okupacji zostali zamordowani jego ojciec i brat. Grynberg rozmawia z miejscowymi chłopami pamiętającymi jego rodzinę i w końcu odkrywa prawdę o morderstwie.

## Nagrody i wyróżnienia
- Nagroda Polskiej Federacji Dyskusyjnych Klubów Filmowych podczas XXII Lubuskiego Lata Filmowego w Łagowie w 1992 roku[2].
- Wyróżnienie na Lubuskim Lecie Filmowym w Łagowie w 1992 roku[2].
- Grand Prix „Biała Kobra” na Festiwalu Mediów „Człowiek w zagrożeniu” w 1992 roku[2].
- I nagroda w kategorii filmu dokumentalnego na Bałtyckim Festiwalu Filmowym i Telewizyjnym na Bornholmie w 1993 roku.
- Grand Prix, Nagrodę Europejskiej Fundacji Kultury na IV Festiwalu Filmów Dokumentalnych „Vue Sur Les Docs” w Marsylii w 1993 roku.